# Michael Benaroya
Pour les articles homonymes, voir Benaroya.
Michael Benaroya, né le 23 février 1981 à Seattle (Washington), est un producteur de cinéma et éditeur de comics américain. 
Petit-fils du mécène Jack Benaroya, il est le fondateur, en 2006, de Benaroya Pictures et, en 2009, de Benaroya Publishing .

## Filmographie
- 2010 : The Romantics de Galt Niederhoffer
- 2011 : Margin Call de J. C. Chandor
- 2011 : Sans compromis (Catch .44) d'Aaron Harvey
- 2012 : The Words de Brian Klugman et Lee Sternthal
- 2012 : The Paperboy de Lee Daniels
- 2012 : Des hommes sans loi (Lawless) de John Hillcoat
- 2013 : Kill Your Darlings de John Krokidas
- 2013 : Felony de Matthew Saville
- 2014 : Cymbeline de Michael Almereyda
- 2015 : Cell de Tod Williams

## Récompenses et distinctions
- 2012 : Independent Spirit Awards du meilleur film pour Margin Call